# Wet op de geneeskundige behandelingsovereenkomst
De Wet op de geneeskundige behandelingsovereenkomst (WGBO) is op 1 april 1995 in Nederland in werking getreden, de tekst is opgenomen als toevoeging van boek 7, titel 7 van het  Burgerlijk Wetboek (Nederland) (BW), afdeling 5 (art. 7:446 tot en met  7:468 BW). De geneeskundige behandelingsovereenkomst is een bijzondere vorm van de overeenkomst van opdracht (titel 7.7 BW).
De wet is ontworpen vanuit de gedachte de rechtspositie van patiënten tegenover medisch behandelaars te versterken. Als een zorgverlener en zorgvrager een behandelrelatie aangaan, sluiten ze juridisch gezien een overeenkomst waarbij normaal gesproken het uitgangspunt is dat partijen de inhoud ervan vrijelijk kunnen bepalen. Dit heet  contractsvrijheid. De WGBO beperkt deze vrijheid voor de arts en kent de patiënt onvervreemdbare rechten toe, dat wil zeggen: rechten die altijd gelden.
In de wet wordt onder meer recht van inzage in het eigen medische dossier geregeld. Ook bevat de WGBO een informatieplicht en toestemmingsvereiste. De zorgverlener is verplicht de patiënt naar redelijkheid te informeren en deze toestemming voor een behandeling te vragen (bij kinderen de ouder of voogd).  De patiënt is verplicht de zorgaanbieder correct en zo volledig mogelijk te informeren. Een zorgverlener heeft de plicht in levensbedreigende situaties te handelen. Dit betekent echter niet dat de patiënt zorg kan eisen van zijn behandelaar, in bepaalde gevallen kan deze zorg weigeren. 
De informatieplicht betreft de volgende onderwerpen:
- De aard en het doel van de behandeling: wat houdt de behandeling precies in? Wat denkt de zorgverlener ermee te bereiken?
- De risico's en de gevolgen van de behandeling: welke complicaties of bijwerkingen kunnen optreden?
- Eventuele andere behandelingsmogelijkheden: wat zijn daarvan de voor- en nadelen?
- De vooruitzichten voor de gezondheidstoestand van de cliënt: wat staat hem te wachten ?

Voor iedere geneeskundige behandeling, waarbij acuut ingrijpen niet direct is vereist, is mondelinge of schriftelijke toestemming van de patiënt vereist. Zonder deze toestemming kan de hulpverlener geen behandeling starten of voortzetten. Als de patiënt of de zorgverlener dat wil, legt de zorgverlener in het dossier vast voor welke verrichtingen de patiënt toestemming heeft gegeven. Bij niet-ingrijpende verrichtingen kan toestemming als gegeven worden verondersteld.
Is iemand niet in staat de eigen medische belangen te behartigen richt de hulpverlener zich tot de curator, mentor of  bevolmachtigde, als deze er niet zijn tot de levenspartner of andere familieleden, voor zover zij dat wensen (art. 7:450 lid 3 jo. 465 lid 2, 3 BW).
Belangrijkste bepalingen van de WGBO zijn:
- Regeling minderjarigen en wilsonbekwamen
- Informatieplicht
- Toestemmingsvereiste
- Inlichtingen- en medewerkingsplicht van de patiënt
- Goed hulpverlenerschap
- Dossierplicht
- Vernietigingsrecht
- Aanvullingsrecht
- Recht op inzage en afschrift
- Geheimhoudingsplicht
- Recht op privacy
- Opzegging van de behandelingsovereenkomst
- Loon
- Aansprakelijkheid

Per 1 januari 2020 is de WGBO gewijzigd, de bewaartermijn van medische gegevens is verlengd en nabestaanden hebben een wettelijk recht op inzage in het dossier van een overleden patiënt.